# Freiwilliges Soziales Jahr Politik

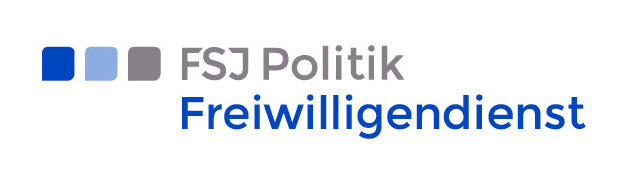
Logo FSJ Politik

Das Freiwillige Soziale Jahr Politik (FSJ Politik) ist ein Freiwilligendienst für Jugendliche und junge Erwachsene im Alter von 16 bis 26 Jahren in einer politischen Einrichtung. Oft wird er nach dem Schulabschluss als ein Überbrückungsjahr zur Berufsorientierung genutzt, allerdings können alle Menschen, egal welchen Abschluss sie haben oder woher sie kommen, daran teilnehmen. Das FSJ Politik beginnt in der Regel am 1. September und dauert 12 Monate. In dieser Zeit engagieren sich Freiwillige in einer Einsatzstelle und können so einen guten Einblick in den Berufsalltag einer politischen Einrichtung bekommen und neue Erfahrungen sammeln. Dabei kann es die Möglichkeit geben, ein Projekt eigenständig zu entwickeln und umzusetzen.

## Organisation

### Einsatzstellen
Ein FSJ Politik kann in verschiedenen Einsatzstellen absolviert werden, in denen politische Bildungsarbeit umgesetzt wird. Das sind zum Beispiel:
- Bildungshäuser
- politische und gemeinnützige Stiftungen
- Gedenkstätten
- Jugendverbände
- Gewerkschaften
- Bürgerfunksendungen
- Fraktionen im Kreis- oder Landtag

### Pädagogische Begleitung
In jeder Einrichtung haben die Freiwilligen in der Regel einen Kollegen als feste Ansprechperson, die das ganze Jahr über für die pädagogische Begleitung und für die fachliche Anleitung verantwortlich ist. Sie arbeitet den Freiwilligen ein, führt regelmäßig Reflexionsgespräche mit dem Freiwilligen durch und ist Ansprechperson für den Träger.

### Seminargruppen
Die verschiedenen Einsatzstellen des FSJ Politik innerhalb eines Trägers sind in Gruppen mit ca. 30 Freiwilligen unterteilt. In diesen Gruppen gehen die Freiwilligen auf die Seminare und Bildungstage. Jede Gruppe hat eine feste Leitung, die die Seminare organisiert, Ansprechperson für die Freiwilligen ist und regelmäßig z. B. durch einen Einsatzstellenbesuch Reflexionsgespräche führt.

### Freiwilligendienste Kultur und Bildung

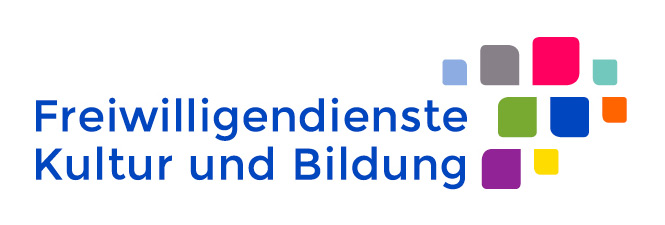
Logo der Freiwilligendienste Kultur und Bildung

Einige Träger aus den verschiedenen Bundesländern bilden zusammen die „Freiwilligendienste Kultur und Bildung“, die unter anderem für das FSJ Politik, FSJ Schule, FSJ Kultur und den BFD Kultur und Bildung gemeinsame Regeln für die Durchführung sicherstellen. Über die Website der Freiwilligendienste Kultur und Bildung kann man sich deutschlandweit für eine Einsatzstelle im FSJ Politik anmelden.

## Arbeitszeit, Finanzielles, Leistungen und Urlaub
Ein FSJ Politik wird in Vollzeit mit ca. 40 Stunden pro Woche oder bei spezifischen Gründen als Teilzeit geleistet. Es dauert in der Regel ein Jahr, wird aber auch bei einer Verkürzung auf sechs Monate anerkannt.
Die Freiwilligen haben, wenn sie 12 Monate dabei sind, 25 Urlaubstage. Die Freiwilligen bekommen dafür monatlich ein Taschengeld von 370 bis 402 Euro. Das Kindergeld wird weiterhin gezahlt; die Sozialversicherung läuft während des Jahres über die Einsatzstelle. Freiwillige können, wenn sie für ihr FSJ Politik umziehen, einen Antrag auf Wohngeld stellen. Oft bekommen die Freiwilligen Vergünstigungen für Museen und Kinos und können für Bus- und Bahntickets die Schüler- bzw. Azubitarife nutzen. Allerdings besteht kein Anspruch darauf, weswegen alljährlich zum internationalen Tag des Ehrenamtes am 5. Dezember zu #freiefahrtfuerfreiwillige aufgerufen wird.
Für ein Jahr Engagement werden für das FSJ Politik zwei Wartsesemester angerechnet. Außerdem kann es nach 12 Monaten Dienst als praktischer Teil für die Fachhochschulreife genutzt werden.

## Bildungstage

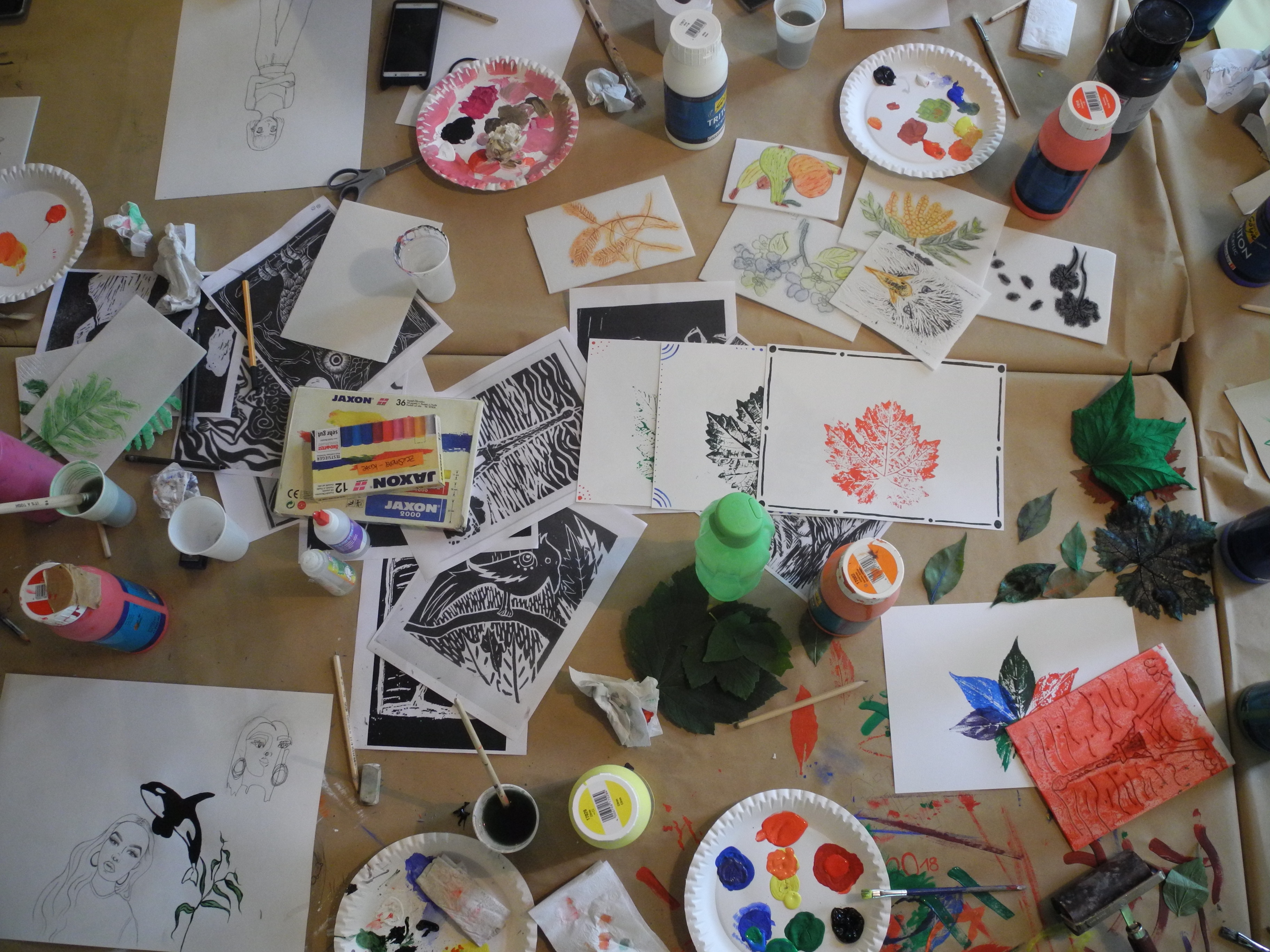
Kreativer Workshop bei einem Seminar

Neben der Arbeit in den Einsatzstellen, nehmen die Freiwilligen über das Jahr verteilt an insgesamt 25 Bildungstagen, in Form von einzelnen Tagen oder längeren Seminaren, teil. Diese stehen unter einem bestimmten Thema und können z. B. der Berufsorientierung dienen. Freiwillige können in der Zeit an verschiedenen Werkstätten, z. B. zu politischen oder kreativen Themen teilnehmen und sich über ihre eigenen Erfahrungen austauschen. Daneben können die Freiwilligen selbst auch viel über die Inhalte bestimmen und ihre Interessen und Wünsche einbringen. Die Fahrtkosten zu den Seminarorten übernehmen die Einsatzstellen; die Verpflegung und die Unterbringung regelt und übernimmt der jeweilige Träger. Außerdem gelten die Bildungstage als Arbeitszeit. Während der Seminare kann man keinen Urlaub nehmen und versäumte Bildungstage müssen nachgeholt werden.

## Eigenverantwortliches Projekt
Bei einem FSJ Politik kann es die Möglichkeit für Freiwillige geben, im Laufe des Jahres selbstständig ein eigenes Projekt entwickeln und verwirklichen. Freiwillige können so ihre eigenen Ideen einbringen. Möglich sind z. B. eigene Veranstaltungen oder Workshops, die einen Nutzen für das FSJ Politik oder die Einsatzstelle haben. Möglich ist auch mit anderen Freiwilligen zu kooperieren und zusammen an einem Projekt zu arbeiten. Die Einsatzstelle unterstützt dabei den Freiwilligen in dem ihr möglichen Rahmen. Darüber hinaus können auch finanzielle Förderungen beantragt werden.

## Anmeldung
Die Anmeldung für das FSJ Politik der Freiwilligendienste Kultur und Bildung läuft über deren Website. Dort können einem über eine Ort- und Zeitangabe oder über eine Deutschlandkarte oder nach einer Beratung Einsatzstellen vorgeschlagen werden. Der Anmeldezeitraum reicht von Mitte Januar bis Mitte März eines Jahres. Aber auch danach kann es noch freie Plätze geben, die auf der Website angezeigt werden.

## Ähnliche Dienste
- Freiwilliges Soziales Jahr (FSJ)
- Freiwilliges Soziales Jahr Kultur
- Freiwilliges Soziales Jahr Schule
- Freiwilliges Ökologisches Jahr (FÖJ)
- Freiwilliges Jahr in der Denkmalpflege
- Bundesfreiwilligendienst (BFD), insbesondere der BFD Kultur und Bildung